# Монастырь Святого Минаса (Кез)
Монастырь Святого Минаса (арм. Սուրբ Մինաս վանք) — армянский монастырь, построенный в 1790 году, располагающийся в селе Кез в 9 км северо-западнее города Эрзурум Турции.

## Местоположение
Монастырь располагается в селе Кез, называемом также Гез, провинции Эрзурум в 9 км северо-западнее одноимённого города Эрзурум, который не следует путать с другим селом со схожим названием Гез провинции Байбурт.

## История
В селе Кез (или Гез) до 1915 года проживали 1103 армянских и 170 мусульманских жителей. Здесь располагалась школа, где обучалось 100 учеников.
Монастырь Святого Минаса был основан в 1790 году, вероятно заменив собой более старое здание. Так, на хачкаре, вмонтированном в стену церкви монастыря, стояла дата «1740». Также о более раннем здании свидетельствовала икона Богородицы, датированная 1732 годом и установленная в алтаре.
Почти все армяне, проживавшие в городе Эрзурум, в том числе и окрестного села Кез, были депортированы в июне—июле 1915 года. Большинство из них впоследствии были убиты курдами по пути в Эрзинджан, в районах городов Терджан и Кемах.
Остатки монастыря стали объектом внимания кладоискателей, которые устраивали нелегальные раскопки в поисках золота.

### Фрески
Стены монастырской церкви были оштукатурены и побелены, на некоторых из которых располагались фрески. Свод апсиды сохранил следы фресок, но почти весь штукатурный слой утрачен. На вершине полукупола сохранился фрагмент, на котором изображена голова мужской фигуры с нимбом. Правая рука фигуры вытянута и преподносит благословение. Вероятно, на фреске изображён Христос.
Вертикальные поверхности, обрамляющие каждую сторону апсиды, украшены большим количеством фресок. На них изображены ряд мужских фигур, некоторые из которых с нимбами и в одеждах, похожих на тоги, сидящих, скрестив ноги, на облаках.

## Устройство монастыря
Монастырь состоит из главной церкви Святого Минаса, архитектурный стиль, которой мало похож на средневековые армянские постройки. Здание представляет собой безкупольную базилику с колоннами, форма которой была очень распространена для армянских церквей, построенных в XIX веке. Длина церкви составляет 15,4 м, ширина 12,3 м. Скатная крыша располагается на высоте 8,25 м. Свет проникает в церковь через восемь больших окон с широкими лепными рамами.
Снаружи церковь представляет собой прямоугольное строение. Её стены построены из каменных блоков неправильной формы с грубой облицовкой, по углам которой, а также для окон и дверных проемов, использован тщательно вырезанный тесаный камень. Похоже, ни на одном из его фасадов не сохранилось никаких надписей или резьбы.
Из старинных источников известно, что церковь имела притвор, располагающийся ниже церкви и имеющий деревянную колокольню. Этот притвор, который должен был быть построен в более поздний период, чем церковь, не сохранился.
Единственный вход в церковь располагается в середине западного фасада. Этот проем имеет полукруглую арочную вершину, обрамленный лепниной и пилястрами.
Внутри церковь имеет центральный неф, фланкированный приделами, заканчивающийся полукруглой апсидой. Потолки нефа имеют цилиндрические своды с поперечными рёбрами, опирающиеся на четыре колонны, делящие внутреннее пространство на девять пролетов. Эти высокие и тонкие колонны высечены из цельного куска камня. У них выпуклое основание и довольно простые капители.
Апсида церкви такая же широкая, как и неф. Первоначально апсида имела приподнятый алтарь, который был почти полностью разрушен, так как кладоискатели раскопали землю под ним. Подобные ямы, вырытые охотниками за сокровищами, были выкопаны в полу нефа и проходов, в результате чего пол не сохранил ни одного своего первоначального покрытия.